# Deirdre O'Connell (Amerikaanse actrice)
Deidre O'Connell (29 juni 1953) is een Amerikaanse actrice.

## Filmografie

### Films
- 1987 Tin Men – als Nellie
- 1987 Anna – als assistente
- 1988 Stars and Bars – als Shanda Gage
- 1989 Misplaced – als Ella
- 1990 Brain Dead – als mrs. Halsey
- 1990 State of Grace – als Irene
- 1990 Pastime – als Inez Brice
- 1992 Falling from Grace – als Sally Cutler
- 1992 Straight Talk – als Lily
- 1992 Leaving Normal – als Ellen
- 1992 CrissCross – als Shelly
- 1992 Cool World – als Isabelle Malley
- 1993 Daybreak – als moeder
- 1993 Fearless – als Nan Gordon
- 1995 Fighting for My Daughter – als Peggy
- 1995 Smoke – als Sue the serveerster
- 1995 Kansas – als Holly
- 1995 Trial by Fire - als Roberta
- 1996 Our Son, the Matchmaker – als Winona
- 1996 Chasing the Dragon – als Doris
- 1997 Invader – als dr. Gracia Scott
- 1997 A Deadly Vision – als Marilyn Middleton
- 1997 Breast Men – als Lacey
- 1998 City of Angels – als mrs. Balford
- 1999 Murder in a Small Town – als Kate Faxton
- 1999 Just Looking – als mrs. Braverman
- 2001 Hearts in Atlantis – als mrs. Gerber
- 2001 Just Ask My Children – als Landry
- 2001 Ball in the House – als Phyllis
- 2002 Dragonfly – als Gwyn
- 2003 Secondhand Lions – als Helen
- 2004 Eternal Sunshine of the Spotless Mind – als Hollis
- 2004 Imaginary Heroes – als Marge Dwyer
- 2005 Winter Passing – als Deirde
- 2005 A Couple of Days and Nights – als Cosmo
- 2006 Stephanie Daley – als Jane
- 2007 Trainwreck: My Life as an Idiot – als Cynthia
- 2007 Socket – als ziekenhuismedewerkster
- 2008 What Happens in Vegas... – als mrs. Fuller
- 2008 Wendy and Lucy – als Deb (stem)
- 2008 Synecdoche, New York – als moeder van Ellen
- 2009 The Greatest – als Joyce
- 2009 A Dog Year – als Donna Brady
- 2010 You Don't Know Jack – als Linda
- 2014 Gabriel - als Meredith
- 2014 St. Vincent - als Linda
- 2014 The Quitter – als Kathleen Lembo
- 2016 Detours - als Beth
- 2016 In the Radiant City - als vrouw
- 2017 The Boy Downstairs - als Amy
- 2017 The Holdouts - als Annie
- 2018 Diane - als Donna
- 2018 Lez Bomb - als Rose
- 2020 Before/During/After - als Nancy
- 2022 The Requin - als Anne
- 2025 Eddington

### Televisieserie
Uitgezonderd eenmalige gastrollen.
- 1985 – 1986 Loving – als Sherri Rescott Watley - ? afl.
- 1994 Chicago Hope – als Ellen Wheeler – 2 afl.
- 1996 – 1997 Second Noah – als Shirley Crockmeyer – 22 afl.
- 1998 – 1999 L.A. Doctors – als Suzanne Blum – 19 afl.
- 2001 The Practice – als Jenny Baldwin – 2 afl.
- 2009 – 2010 Law & Order – als dr. Valerie Knight – 4 afl.
- 2014 Nurse Jackie - als Helen - 3 afl.
- 2016 - 2018 The Path - als Gab Armstrong - 32 afl.
- 2014 - 2018 The Affair - als Athena Bailey - 7 afl.
- 2018 One Dollar - als Carol - 3 afl.
- 2018 Daredevil - als Anna Nelson - 3 afl.
- 2022 Outer Range - als Patricia Tillerson - 4 afl.
- 2024 The Penguin - als Francis Cobb - 6 afl.

## Theaterwerk opBroadway
- 1986 – 1987 The Front Page – als Mollie Malloy
- 2012 Magic/Bird – als Georgia Bird / Shelly / Patricia Moore / Dinah Bird / Haley
- 2021 Dana H. - als Dana H.

- Biblioteca Nacional de España: XX1265798
- Library of Congress Control Number: no2013092535
- Nationale Bibliotheek van Israël: 987007373787505171
- Système universitaire de documentation: 140170464
- Virtual International Authority File: 87029252
- WorldCat: E39PBJfhb64fFvP6KGBMjggkDq